# Aghitu

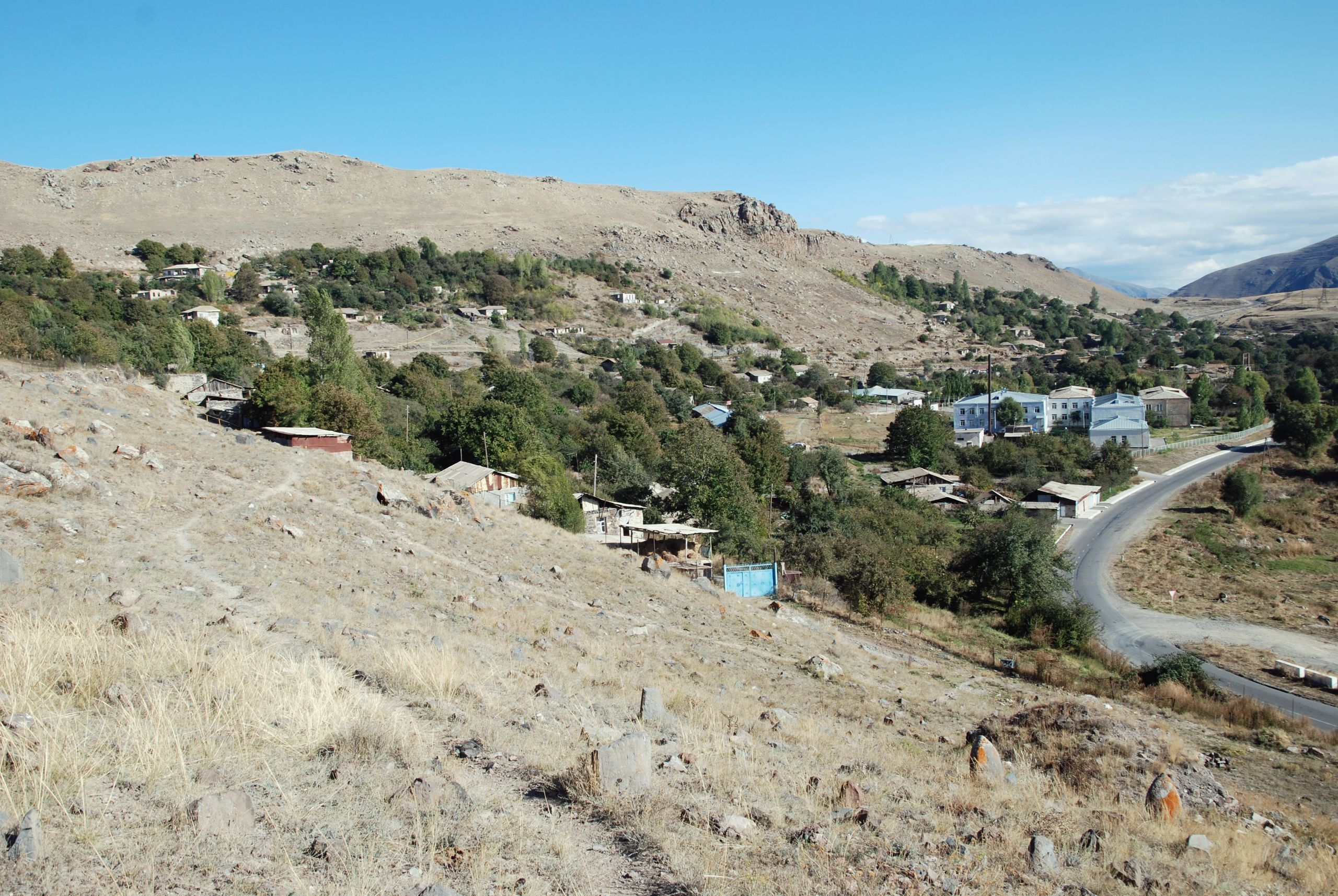
Vom muslimischen Friedhof nach Osten über den gesamten Ort

Aghitu (armenisch Աղիտու), bis April 1991 Aghudi, ist ein Dorf und eine Landgemeinde (hamaynkner) in der südarmenischen Provinz Sjunik nahe Sissian. Der Ort ist für einen ungewöhnlichen frühchristlichen Grabbau bekannt.

## Lage
Aghitu liegt in über 1700 Metern Höhe am Hang einer Hügelkette oberhalb einer von Nordwesten nach Südosten verlaufenden tiefen Schlucht, die vom Worotan durchflossen wird. Die Hochlagen sind baumlos und felsig, teilweise tritt das Basaltgestein massiv hervor und bildet schroffe Abbruchkanten. Die Grashänge werden als Weideland genutzt, nur an vereinzelten Flecken in der Umgebung gedeihen Apfelbäume.
Eine Straße von Sissian führt am linken Ufer oberhalb des Worotan nach fünf Kilometern durch Aghitu und nach weiteren fünf Kilometern an den Ruinen des Klosters Vorotnavank vorbei. Der Fernverkehr auf dieser alten Handelsstraße entlang des Flusstals ist heute auf die Schnellstraße M2 verlagert, die weiter nördlich über die Hochebene verläuft. Zwischen Aghitu und Vorotnavank zweigt eine Nebenstraße nach Norden zum Dorf Noravan ab, das auch von der M2 zwischen Sissian und Goris zu erreichen ist. Das nächste Dorf von Aghitu, einen Kilometer hinter Vorotnavank unten am Flussufer, ist Worotan, das vom Burgberg Vorotnaberd überragt wird.

## Geschichte und Ortsbild
In Höhlen am Fuß eines nahegelegenen Hügels wurden Artefakte aus dem Jungpaläolithikum gefunden. Es gab auf dem Plateau des Hügels wie in Zorakarer spätbronzezeitliche und eisenzeitliche Siedlungen und Grabstätten (Anfang 2. bis ins 1. Jahrtausend v. Chr.). Die antiken griechischen Bewohner erlebten im 1. Jahrhundert v. Chr. den Einmarsch römischer Soldaten. In mittelalterlichen Chroniken wird ein bedeutendes Kloster mit einer Festung in Aghitu erwähnt, wovon jedoch keine Reste übriggeblieben sind.
Das Wort Aghudi soll von agh, „Grundbesitz“, abgeleitet sein, der Ort also dem Namen nach in späterer Zeit zu den Ländereien von Lokalfürsten gehört haben. Turkmenische Viehzüchter hatten sich in Aghudi niedergelassen und eine Moschee errichtet, bis sie im 19. Jahrhundert vor armenischen Zuwanderern flohen. Die Moschee ist heute verschwunden. Von den muslimischen Bewohnern kündet noch ein Friedhof mit großteils zerbrochenen Grabsteinen am Hang oberhalb der Straße am westlichen Ortsrand (beim Ortsschild).
Bei der Volkszählung des Jahres 2001 wurde die offizielle Einwohnerzahl mit 209 gegenüber dem Jahr 2009 noch um ein Drittel niedriger angegeben. Im Januar 2009 lebten nach der amtlichen Statistik 304 Einwohner in Aghitu. Eine andere Schätzung gibt für dieses Jahr 500 Einwohner an.

## Grabbau

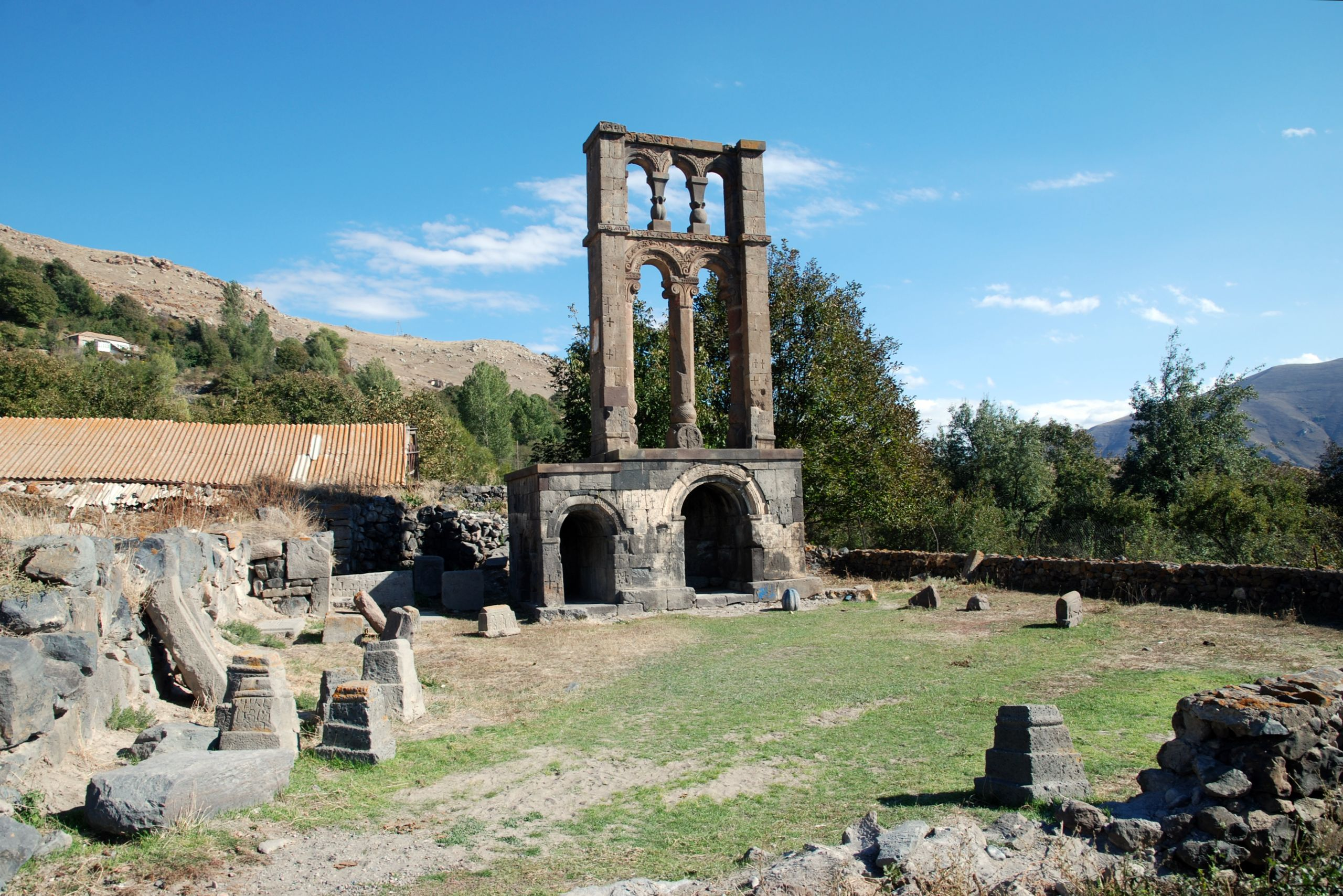
Grabbau

Das bedeutendste Monument im Dorf ist ein ungewöhnlicher Grabbau, der in das 6. oder 7. Jahrhundert datiert wird, also noch vor der Entwicklung der für die armenisch-christliche Erinnerungskultur bedeutsamen Chatschkare entstand. Er befindet sich aus Sissian kommend am Ortsanfang rechts der Straße. Der untere Teil ist ein rechteckiges, aus Basaltquadern gemauertes Bauwerk mit zwei Rundbogenportalen an der westlichen Schauseite, das wohl als Mausoleum geplant war. An den tonnenüberwölbten Hauptraum, der nur durch das offene Portal Licht erhält, wurde im Norden ein ebensolcher kleinerer Raum gebaut. Von der Rückseite führt in der Mitte eine steile achtstufige Treppe auf das Podest. Auf diesem steht eine oktogonale Säule mit einem Volutenkapitell, von dem Rundbögen zu seitlichen halbrunden Wandvorlagen an flankierenden rechteckigen Pylonen als äußere Begrenzung überleiten. Darüber folgt schließlich eine Struktur mit zwei vasenartigen Säulen und drei Rundbögen, die diesmal seitlich auf rechteckigen Pilastern an den äußeren Pfeilern aufliegen. Der bei einem Erdbeben 1931 zerstörte obere Teil wurde restauriert. Als Ornamente kommen Granatäpfel, Weintrauben, Schlangenlinien und sonstige pflanzlichen Muster vor. Die gesamte dreistufige Komposition mit ihren stilistisch verschiedenartigen Architekturelementen und ornamentalen Details wirkt zusammengestückt. Wer Auftraggeber war und wer hier bestattet wurde, ist unbekannt. Das einzige vergleichbare Grabmal in Armenien steht neben der Kathedrale von Odsun.
Einige arabische und armenische Inschriften am Grabbau werden dem 9. bis 13. Jahrhundert zugerechnet. Nördlich des Grabbaus sind Mauerreste, die vielleicht zu einer einschiffigen Kapelle aus dem 10./11. Jahrhundert gehört haben, und in der Umgebung mittelalterliche Grabsteine von der einst größeren Gesamtanlage übrig geblieben. Möglicherweise befand sich an dieser Stelle ein römischer Vorgängerbau aus dem 1. Jahrhundert v. Chr. Das Grabmal von Aghitu ist auf der 1994 herausgekommenen 1000-Dram-Banknote abgebildet, die bis 2004 gültig war.

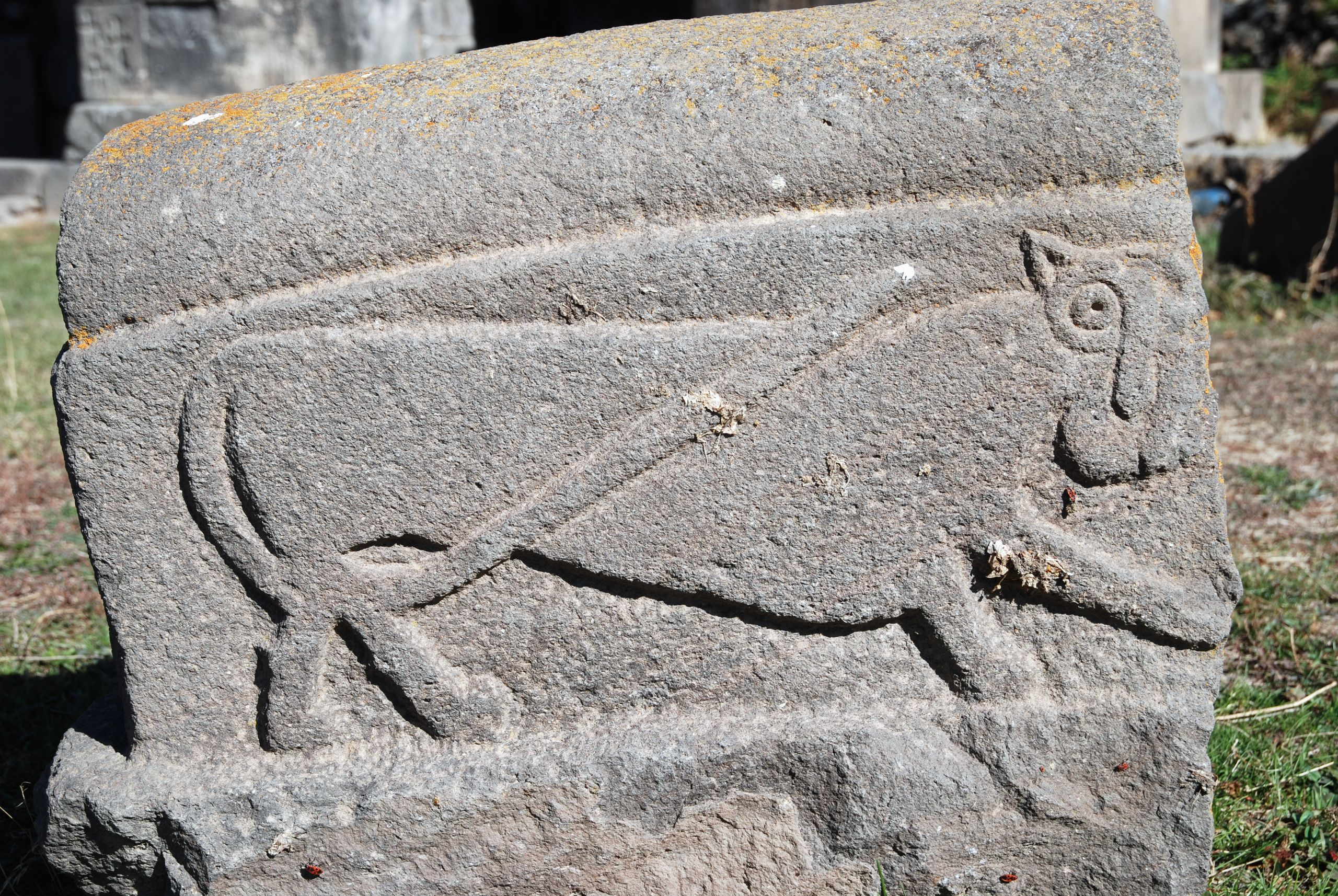
Christlicher Grabstein beim Mausoleum mit einem archaischen Löwenrelief
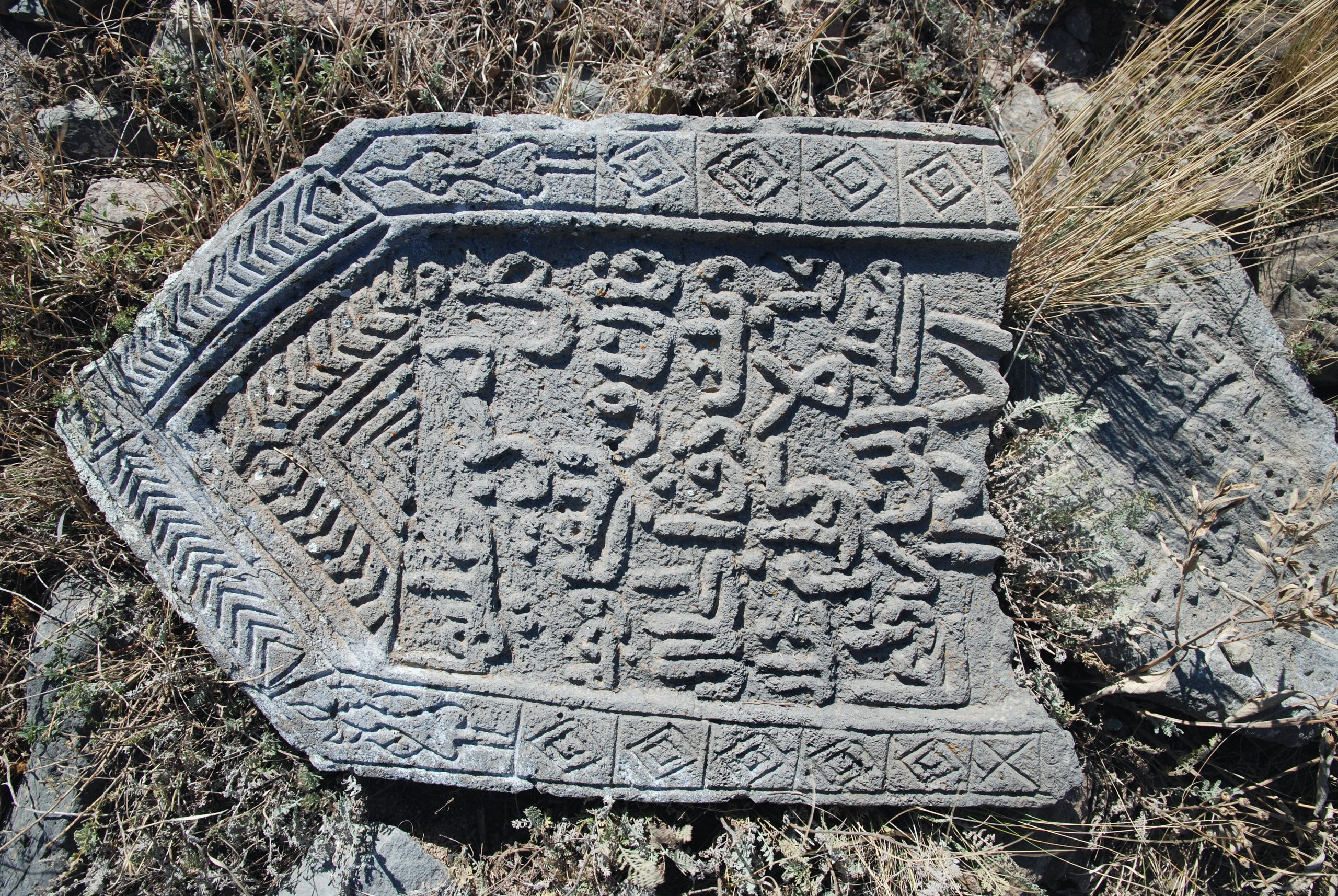
Grabstein auf dem muslimischen Friedhof